# Viktor Gertler

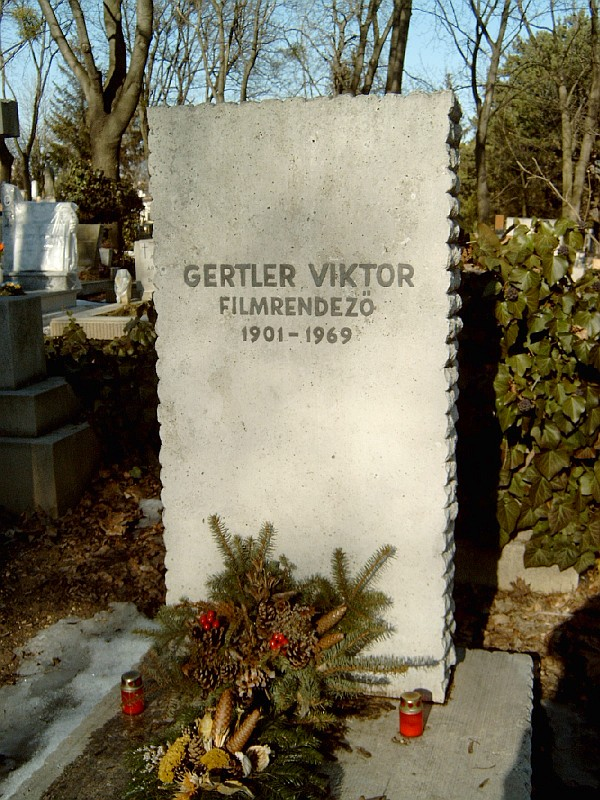
Mormântul lui Viktor Gertler în Cimitirul Farkasréti din Budapesta: 6/9-1-146.

Viktor Gertler (n. 24 august 1901, Budapesta, Austro-Ungaria – d. 5 iulie 1969, Budapesta, Republica Populară Ungară) a fost un regizor de film maghiar, laureat al premiului Kossuth.

## Biografie
După absolvirea liceului a lucrat ca funcționar bancar. Mai târziu a urmat cursuri de canto, apoi a absolvit în 1923 școala de actorie condusă de Szidi Rákosi. A fost angajat la Teatrul Național din Pécs. În afară de activitatea de actor, a început să se ocupe cu regizarea spectacolelor teatrale. În perioada 1927-1933 s-a aflat la Berlin, unde a lucrat la compania de film germană UFA mai întâi ca asistent, iar apoi ca editor și regizor. În 1933 s-a întors în Ungaria. Primul film de lung metraj, Mária nővér, a fost realizat în 1936. În timpul celui de-al Doilea Război Mondial a trăit la Bruxelles și a revenit în Ungaria după încheierea războiului. Între 1945 și 1947 a condus o școală de film, apoi, în perioada 1948-1954, a fost profesor la Academia de Teatru și Film din Budapesta.

## Filmografie
- Táncol a kongresszus (1931 – editor)
- Mária nővér (1936)
- Falusi lakodalom (Az ellopott szerda) (1936)
- Marika (1937)
- A férfi mind őrült (1937)
- Úri világ (1938)
- A leányvári boszorkány (1938)
- Elcserélt ember (1938 – scenarist)
- Szabad május elseje Budapesten (1945)
- Hazugság nélkül (1945)
- Díszmagyar (1949)
- Úri muri (1949)
- Ütközet békében (1951)
- Becsület és dicsőség (1951)
- 1953 Magazin de stat (Állami Áruház)
- 1954 Eu și bunicul (Én és a nagyapám)
- A bűvös szék (1954)
- 1955 Accidentul (Gázolás)
- 1956 Papa Dolar (Dollárpapa)
- Pázmán lovag (1956)
- Láz (1957)
- Éjfélkor (1957)
- Felfelé a lejtőn (1958)
- Vörös tinta 1958)
- A Noszty fiú esete Tóth Marival (1960)
- 1962 Omul de aur (Az aranyember)
- Egy ember, aki nincs (1963)
- Özvegy menyasszonyok (1964)
- És akkor a pasas... (1966)
- 1968 Ultima tură (Az utolsó kör)

## Premii
- Premiul Kossuth (1957)
- Maestru al artei (1966)

## Carte
- Az én filmem (1942 – autobiografie)